# Jean Delvaux
Jean Delvaux (ejecutado el 2 de abril de 1597) fue un monje belga benedictino y presunto brujo.
En 1595, un gran escándalo se produjo entre los monjes en una abadía en Stavelot en las Ardenas. El monje Jean Delvaux reclamó que, a la edad de quince años, mientras cuidaba las ovejas de su padre, conoció a un hombre en el bosque que le prometió riquezas si lo seguía, lo cual había hecho, y le había dado dos marcas en los hombros. Le dijo que se convirtiera en monje en Stavelot, y le prometió que  se convertiría en abad. Siendo monje, descubrió muchos magos entre los sacerdotes y monjes. Dijo que eran nueve los conventos de brujos en las Ardenas, que se reunían en las noches con los demonios para comer, bailar y fornicar.
Delvaux fue arrestado por orden del Príncipe Obispo de Lieja. Se hizo una investigación. En el camino a Stavelot, el carromato de la comisión se averió, y Delvaux reclamó que un demonio lo había destruido. Delvaux fue acusado de locura. Hasta el 10 de enero de 1597, muchas personas fueron interrogadas al respecto de sus acusaciones, tanto hombres como mujeres, tanto personas laicas como personas de la iglesia. Fue torturado y luego entregado a las autoridades seculares. Fue juzgado culpable, con el uso del pasaje del Éxodo 22:18, y sentenciado a muerte. Como estaba arrepentido y pedía clemencia, fue ejecutado por decapitación y no quemado en la hoguera.         